# Pjotr Nikolajewitsch Durnowo

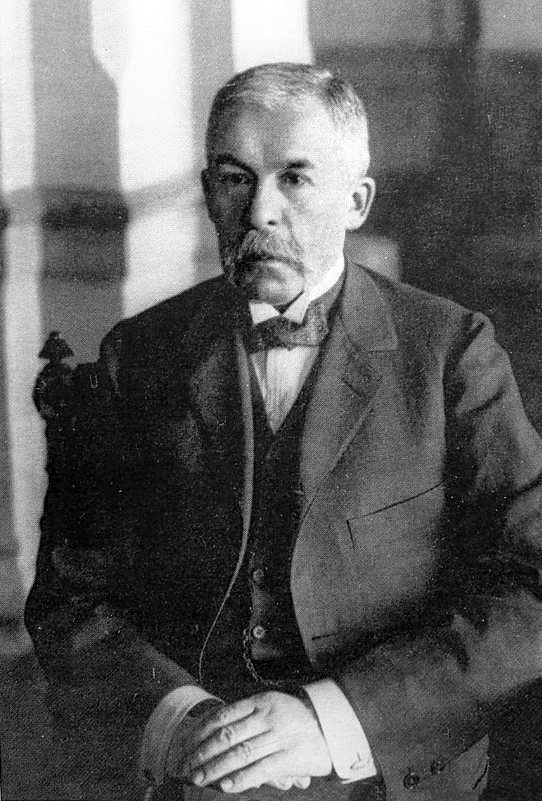
Pjotr Nikolajewitsch Durnowo

Pjotr Nikolajewitsch Durnowo (russisch Пётр Николаевич Дурново; * 1843 oder 1845; † 11. Septemberjul. / 24. September 1915greg. in Petrograd) war ein russischer Politiker und Innenminister des Russischen Reiches von 1905 bis 1906.

## Leben

### Jugend und Anfang der Karriere
Durnowo entstammte einem alten russischen Adelsgeschlecht, dessen Wurzeln bis in das 15. Jahrhundert hineinreichen. Sein Vater war lange Zeit Vizegouverneur des Olonez Gebiets, seine Mutter war Grundbesitzerin und Nichte des Admirals Michail Petrowitsch Lasarew. Nach der privat erteilten Ausbildung schlug er auf Wunsch seines Vaters die Militärlaufbahn ein und trat 1857 in die Marinekadettenschule ein, die er 1860 mit dem Rang eines Leutnants verließ. Von 1860 bis 1864 nahm er als Offizier an einer Weltumsegelung teil, diente dann bis 1872 an der Baltischen Flotte und besuchte gleichzeitig die Juristische Fakultät der Militärjuristischen Akademie, die er mit dem Erwerb des Rangs eines Volljuristen 1870 abschloss. Von 1870 bis 1872 war er stellvertretender Militärstaatsanwalt des Marinestützpunktes Kronstadt; danach quittierte er den Militärdienst und wechselte in die zivile Gerichtsbarkeit.
Von 1872 bis 1880 hatte er den Posten des Staatsanwalts in Wladimir und Rybinsk inne, bevor er 1881 in das Polizeidepartement des russischen Innenministeriums als Abteilungsleiter berufen wurde, wo er fast 12 Jahre lang in verschiedenen Positionen tätig war.

### Der erste Höhepunkt
Der erste Höhepunkt seiner Karriere war 1884 seine Ernennung zum Direktor des Polizeidepartements des Innenministeriums des Zarenreiches, das er bis 1893 leitete. In dieser Zeit war sein Hauptanliegen dem Verstärken des Kampfes gegen die Revolutionäre und andere Regimegegner gewidmet. Er war Initiator des Gesetzes zur „Aufhaltung des Andrangs von Ausländern“ in den westlichen Gebieten des Zarenreiches (gemeint war vor allem der russische Teil Polens) und des neuen Passgesetzes, das 1889 in Kraft trat und die innerstaatliche Freizügigkeit restriktiv beschränkte. Seine vielversprechende Karriere war allerdings jäh durch einen großen Skandal unterbrochen: Zwecks Beschaffung von Beweismaterial brachen verdeckte Ermittler auf Anweisung von Durnowo in die Appartements des Botschaftssekretärs von Brasilien ein, der eine Liebesbeziehung zu seiner Mätresse unterhielt, und stahlen ihre Liebesbriefe. Daraufhin beschwerte sich der Botschafter Brasiliens über den eklatanten Bruch der internationalen diplomatischen Gepflogenheiten beim russischen Zaren Alexander III., der sehr ungehalten auf die Eigenwilligkeit seines Polizeichefs reagierte. Erschwerend kam hinzu, dass Durnowo zu diesem Zeitpunkt bereits verheiratet und Familienvater war. Am 3. Februar 1893 war Durnowo abgesetzt und in den Senat abgeschoben.
Nachdem Dmitri Sipjagin im Oktober 1899 zum Innenminister ernannt worden war, beschloss er Durnowo aus dem „Ruhestand“ zurückzuholen und ernannte ihn am 1. Januar 1900 zu seinem Stellvertreter. Diese Stellung hatte er bis 1905 inne. Im Jahre 1901 wurde er zum Vorsitzenden des Komitees „Über die Judenfrage“ ernannt, das sich mit den Ansiedlungsgebieten der russischen Juden beschäftigte und die Einhaltung der restriktiven Gesetze zum Nachteil der jüdischen Bevölkerung überwachte. Zur gleichen Zeit war er Vertreter des Innenministeriums im Komitee zur Bekämpfung der Jugendobdachlosigkeit und überwachte die Errichtung des Denkmals zu Ehren des verstorbenen Zaren Alexander III.

### Innenminister
Die Ernennung Durnowo zum Innenminister des Russischen Zarenreiches, die am 30. Oktober 1905 erfolgte, war auf Betreiben des damaligen Regierungschefs Sergei Witte zu Stande gekommen, obwohl mehrere einflussreiche Politiker und auch der Zar Nikolaus II. davon nicht begeistert waren, da sie ihn als „politisch tot“ betrachteten. Allerdings war es Witte gelungen den Zaren davon zu überzeugen, dass Durnovo unentbehrlich sei, da er als Einziger im Stande sei, die Revolution zu zerschlagen. Durnowo tat alles, um das Vertrauen in seine Person zu rechtfertigen: Er war für die Massenverhaftungen der Sozialdemokraten im Dezember 1905 in Moskau und anderen Städten des russischen Reiches verantwortlich. Auf seine Anweisungen hin leitete der Chef der Gendarmerie Dubassow die blutige Unterdrückung der Streikbewegungen im Dezember 1905 in Moskau, die mehrere Dutzend Tote forderte. Im Schweizer Interlaken starb am 1. September 1906 ein Franzose, der bei einem Attentat mit ihm verwechselt wurde. Durnowo schloss innerhalb von nur drei Monaten 63 Verlage und verhaftete die meisten ihrer Redakteure. Nach der Meinung seines Stellvertreters V. Gurko hatte Durnowo „das Regime durch seine gnadenlose Verfolgung revolutionärer Elemente gerettet und mehr oder weniger geordnete Verhältnisse wiederhergestellt“. Allerdings erwies er sich als nicht haltbar, da die liberale Öffentlichkeit über sein brutales Vorgehen empört war und er nie das Vertrauen des Zaren besaß. Wenige Tage nach dem Rücktritt Wittes folgte auch Durnowos Absetzung. Zu seinem Nachfolger wurde Pjotr Stolypin.

### Mitglied des Staatsrates
Um Durnowos Ärger zu mildern, ernannte der Zar Nikolaus II. ihn zum Mitglied des Staatsrates, der in Russland damals die Rolle der zweiten Kammer der Duma, des russischen Parlaments, spielte und mit dem Senat verglichen werden kann. Dort führte er die Gruppe der rechten Parteien über Jahre an und zeichnete sich durch seine unnachgiebige Haltung gegenüber dem Liberalismus aus. Er war ein Förderer der extrem rechten und antisemitischen Bewegung der Schwarzhundertschaften und ihres Anführers Wladimir Purischkewitsch und vertrat Ansichten, dass nur eine harte Hand ein Abdriften Russlands in die Revolution stoppen könne.
Im März 1911 wurde er auf Drängen Stolypins für mehrere Monate „in den Urlaub“ geschickt, um seinen Widerstand gegen die Verwaltungsreform und liberale Bauerngesetzgebung zu brechen bzw. zu umgehen. Nach der Ermordung Stolypins kehrte Durnowo in den Staatsrat zurück und blieb sein Mitglied bis kurz vor seinem Tod.

## Auszeichnungen
- Sankt-Stanislaus-Orden 3. (1865), 2. (1869) und 1. (1886) Klasse.
- Russischer Orden der Heiligen Anna 3. (1867), 2. (1876) und 1. (1890) Klasse.
- Orden des Heiligen Wladimir 1892, 1912.
- Kaiserlich-Königlicher Orden vom Weißen Adler 1904.